# Paul Ellingworth
 (mai 2020).
Paul Ellingworth (15 novembre 1931 - 25 novembre 2018) était un professeur honoraire du Nouveau Testament à la School of Divinity, History & Philosophy de l'Université d'Aberdeen et ancien consultant en traduction pour l'Alliance biblique universelle.
Il a écrit plusieurs livres sur des sujets bibliques, notamment sur les Hébreux. Il a vécu à Aberdeen.

## Biographie
Ellingworth est né à Barnsley, en Angleterre, le 15 novembre 1931, fils de William C. et Olive Ellingworth.
Il a fait ses études de premier cycle au Worcester College d'Oxford, où il a obtenu un baccalauréat ès arts en 1953 et une maîtrise en 1957.
Il poursuivit ses études à Wesley House, à Cambridge, où il obtient un autre baccalauréat BA en 1956 [réf. nécessaire].
Il épousa Pauline Mary Coates le 23 mai 1959 et ils eurent trois fils[réf. nécessaire].
Il a achevé en 1977 une thèse de doctorat intitulée L'Ancien Testament dans Exégèse, Méthode et Herméneutique des Hébreux à l'Université d'Aberdeen.
Les Hébreux sont devenus son domaine d'expertise et il y retourna à maintes reprises dans ses écrits et ses discours.

## Carrière
Ellingworth a enseigné au Bénin à l'École de théologie de Porto-Novo de 1957 à 1961, puis au Cameroun à la Faculté de Ttéologie protestante de Yaoundé de 1964 à 1967.
De 1967 à 1971, il a été secrétaire de l'éducation auprès de la Société méthodiste missionnaire ( Methodist Missary Society) basée à Londres.
Il s'est spécialisé dans le travail de traduction et, de 1971 à 1975, a été coordinateur de la Alliance biblique universelle, à Londres.
Installé chez lui à Aberdeen, au Royaume-Uni, il était également rédacteur technique de 1972 à 1975 et depuis 1975 consultant en traduction [réf. nécessaire].
Il a été directeur associé du Centre pour l'étude du christianisme dans le monde non occidental.
Il a été membre honoraire de l'université d'Édimbourg et est également conférencier honoraire de l'université d'Aberdeen en 1983 [réf. nécessaire].

## Travaux

### Livres
- Paul Ellingworth et Eugene A. Nida, Handbooks on 1-2 Thessalonians, Swindon, United Bible Societies, coll. « United Bible Societies Helps for Translators series », 1975 (OCLC 3059660)
- Paul Ellingworth et Eugene A. Nida, Handbooks on Hebrews, Swindon, United Bible Societies, coll. « United Bible Societies Helps for Translators series », 1983 (ISBN 978-0-8267-0150-3, OCLC 9944522)
- Paul Ellingworth et Howard Hatton, Handbooks on 1 Corinthians, Swindon, United Bible Societies, coll. « United Bible Societies Helps for Translators series », 1985 (ISBN 978-0-8267-0140-4, OCLC 11815712)
- Paul Ellingworth, The Epistle to the Hebrews, Peterborough, Epworth Press, coll. « Epworth Commentaries », 1991
- Paul Ellingworth, The Epistle to the Hebrews: A Commentary on the Greek Text, Grand Rapids, MI, Eerdmans, coll. « NIGTC », 1993, 862 p. (ISBN 978-0-8028-7407-8, OCLC 27336310)

### En tant que traducteur
- The Apocrypha in Ecumenical Perspective : the place of the late writings of the Old Testament among the biblical writings and their significance in the eastern and western church traditions, vol. 6, Swindon, UK ; New York, United Bible Societies, coll. « UBS monograph series », 1991, 223 p. (ISBN 978-0-8267-0456-6, OCLC 24471071)

### Chapitres
- Paul Ellingworth, A History of Bible Translation, Rome, Edizioni de storia e letteratura, 2007 (ISBN 978-88-8498-373-2), « From Martin Luther to the Revised English Version »
- Paul Ellingworth, A History of Bible Translation, Rome, Edizioni de storia e letteratura, 2007 (ISBN 978-88-8498-373-2), « Translation techniques in modern Bible translation »
- Rédacteur en chef et contributeur, The Good News Study Bible (Swindon 1997)
- Traducteur pour la religion passée et présente (Leiden) 4ème édition de la version anglaise de Religion in Geschichte und Gegenwart

### Articles de presse
- « Christianity and Politics in Dahomey, 1843-1867 », The Journal of African History, vol. 5, no 2,‎ 1964, p. 209-220
- « Which way are we going : a verb of movement, especially in 1 Thess 4:14b », Bible Translator, vol. 25, no 4,‎ octobre 1974, p. 426-431
- « Just Like Melchizedek », Bible Translator, vol. 28, no 2,‎ avril 1977, p. 236-239
- « Hans-Georg Gadamer: Truth and Method », Bible Translator, vol. 28, no 3,‎ juillet 1977, p. 335-343
- « How Soon is 'Immediately' in Mark? », Bible Translator, vol. 29, no 4,‎ octobre 1978, p. 414-419
- « Review Article: Marx and the Bible Translator », Bible Translator, vol. 30, no 1,‎ janvier 1979, p. 139-144
- « How is your handbook wearing », Bible Translator, vol. 30, no 2,‎ avril 1979, p. 236-241
- « Hebrews and 1 Clement: Literary Dependence or Common Tradition », Biblische Zeitschrift, vol. 23,‎ 1979, p. 437-40
- « "Like the Son of God": Form and Content in Hebrews 7,1-10 », Biblica, vol. 64, no 2,‎ 1983, p. 255-262
- « Reading through Hebrews 1-7 », Epworth Review, vol. 12, no 1,‎ janvier 1985, p. 80-88
- « Jesus and the Universe in Hebrews », The Evangelical Quarterly, vol. 58, no 4,‎ octobre-décembre 1986, p. 337-350
- Paul Ellingworth, « Hebrews and the Anticipation of Completion », Themelios, vol. 14, no 1,‎ octobre-novembre 1988, p. 6-11
- « (His) Disciples », Novum Testamentum, vol. 42, no 2,‎ avril 2000, p. 114-126